# Lomela
Lomela este un oraș în  provincia Kasai-Oriental, Republica Democrată Congo. În 2012 avea o populație de 10 324 de locuitori, iar în 2004 avea 8 177.